# Свемирска опсерваторија
Свемирска опсерваторија је било који инструмент (као што је на пример телескоп) у свемиру који се користи за посматрање удаљених планета, галаксија и других компонента свемира. Ова категорија се разликује од других опсерваторија лоцираних у свемиру које су усмерене према планети Земљи у сврху шпијунирања и других начина прикупљања информација.
Астрономско представљање са површине Земље је ограничено филтрирањем и дисторзијом електромагнетске радијације (светлуцање или сцинтилација) због Земљине атмосфере. Неки земаљски телескопи ( Као што је Веома велики телескоп) могу смањити атмосферске ефекте адаптивном оптиком.
Свемирски базирана астрономија је још значајнија за опсеге фреквенције који су изван оптичког и радијског прозора, једина два опсега таласних дужина електромагнетног спектра која нису озбиљније ублажена атмосфером. На пример, астрономија рендгенских зрака је скоро немогућа када се врши са Земље, и достигла је тренутну важност у астрономији само због постојања рендгенских телескопа као што су Чандра опсерваторија и ХММ - Њутн опсерваторија. Инфрацрвени и ултраљубичасти зраци су такође блокирани.
Свемирске опсерваторије генерално можемо поделити на две класе: мисије које мапирају читаво небо, и опсерваторије које посматрају одређене делове неба.
Многе свемирске опсерваторије су већ испуниле своју мисију, док друге настављају са радом, а још многе су планиране за будућност. Сателити су лансирани и контролишу их НАСА, ИСРО (Индија), Европска свемирска агенција ЕСА, Јапанска свемирска агенција и Совјетски свемирски програм.

## Историја
Године 1946. амерички теоретски астрофизичар Лиман Спитзер био је први који је добио идеју за креирање телескопа у свемиру, деценију пре него што је Совјетски Савез лансирао први сателит, Спутњик-1.
Спицеров предлог тражио је велики телескоп који не би био ометен Земљином атмосфером. Након лобирања шездесетих и седамдесетих година прошлог века да се такав систем направи, Спицерова визија је материализована у свемирски телескоп Хабл, који је ласниран 20. априла 1990. године.